# 鹿児島国際大学短期大学部
鹿児島国際大学短期大学部（かごしまこくさいだいがくたんきだいがくぶ、英語: The International University of Kagoshima Junior College）は、鹿児島県鹿児島市坂之上八丁目34-1に本部を置いていた日本の私立大学である。1967年に設置され、2013年に廃止された。大学の略称は鹿短または「かごたん」。
全学科が鹿児島国際大学に吸収され、2013年度末をもって廃止された。鹿児島短期大学についても本稿で説明する。

## 概観

### 大学全体
- 鹿児島国際大学短期大学部は、鹿児島県鹿児島市内にある日本の私立短期大学。学校法人津曲学園により1967年に鹿児島短期大学として設置された。かつては、3学科（2学科と1学科3専攻）を擁していたが、一部鹿児島国際大学に吸収され2学科体制となっている。

### 建学の精神（校訓・理念・学是）
- 鹿児島国際大学短期大学部における建学の精神はを参照。

### 教育および研究
- 鹿児島国際大学短期大学部における教育
  - 情報文化学科：「異文化コミュニケーション」「情報社会論」「日本の歴史」「日本文化史」「アジアの歴史」「西洋の歴史」「児童文学」「ウェブデザイン演習」「マルチメディア演習」「ビジネス実務演習」など人文系・ビジネス系科目が豊富である。
  - 音楽科：「合唱」「吹奏楽」「ポピュラー音楽概論」「西洋音楽史」などの科目を学ぶ。

### 学風および特色
- 鹿児島国際大学短期大学部は鹿児島国際大学と同じ敷地内にある関係上、両者同士の交流が深く、短大卒業後にその大学に編入学する学生も少なからずいる。
- 音楽科には研究生制度があり、中でも特別研究生は世界トップクラスの教員のもとで指導がなされている。その中には、東京藝術大学、沖縄県立芸術大学、国立音楽大学、フェリス女学院大学、鹿児島大学などの出身者が多い。
- 前身である、鹿児島短期大学は女子を対象とした高等教育機関だったが、学名改称後は男女共学化している。

## 沿革
- 1967年 津曲学園により、鹿児島短期大学（かごしまたんきだいがく英称：Kagoshima Junior College）を開学（入学は女子のみ）。
  - 教養学科[1]
  - 音楽科[2]
- 1969年 専攻科を設置。
  - 教養専攻
  - 音楽専攻
- 1970年 児童教育学科を新設。
- 1976年 音楽科を専攻分離する。
  - 器楽専攻
  - 声楽専攻
  - 理論専攻
- 2001年 鹿児島国際大学短期大学部と改称、キャンパスを移転。教養学科を情報文化学科に改組。
- 2012年4月入学生を最後に募集停止。
- 2014年短期大学部を廃止、鹿児島国際大学に統合。

## 基礎データ

### 所在地
- 本部キャンパス（鹿児島県鹿児島市下福元町8850）

### 交通アクセス
- JR指宿枕崎線坂之上駅下車。
- 鹿児島中央駅より鹿児島交通バス「慈眼寺団地」行で「国際大学」バス停留所下車。

## 教育および研究

### 組織

#### 学科
- 情報文化学科
- 音楽学科（旧音楽科）･･･2010年に鹿児島国際大学国際文化学部音楽学科に改組。

##### 過去の学科体制
- 教養学科
- 音楽科：専攻別の学生募集は1998年度まで
  - 器楽専攻
  - 声楽専攻
  - 理論専攻
- 児童教育学科

#### 専攻科
- 音楽専攻：修業年限は昼間部1年制。
- 音楽演奏専攻：修業年限は昼間部2年制で大学評価・学位授与機構に認定されている。

#### 過去にあった課程
- 教養専攻

#### 別科
- なし

##### 取得資格について
- 中学校教諭二種免許状
  - 社会：情報文化学科
  - 音楽・音楽療法士資格：音楽科
  - 国語：旧・教養学科国文コース
- 司書教諭資格・司書資格
  - 情報文化学科
  - 音楽科
- 専攻科音楽演奏専攻では芸術学士の学位が得られる。
- かつれの児童教育学科には小学校教諭二種免許状・幼稚園教諭二種免許状・司書教諭免許状を取得するための課程が設けられていた。

#### 附属機関
- 鹿児島短期大学の時分に設置された「生涯学習センター」が、現存する。

### 研究
- 『鹿児島国際大学短期大学部研究紀要』が発行されている。

## 学生生活

### 部活動・クラブ活動・サークル活動
- 鹿児島国際大学短期大学部のクラブ活動：現在は、四大と合同になっているが、鹿児島短期大学においては、体育系14団体・文化系24団体とかなりの組織数があったことがうかがえる。

### 学園祭
- 鹿児島国際大学短期大学部の学園祭は、大学と混合で例年11月に行われる。

## 施設

### キャンパス
- 現在は、鹿児島国際大学と共同使用となっている。

### 寮
- 鹿児島国際大学短期大学部には「カレッジハウスさくら」と呼ばれる女子学生寮がある。

## 対外関係

### 系列校
- 鹿児島国際大学
- 鹿児島高等学校

## 社会との関わり
- 鹿児島短期大学の時分から公開講座を行っている。

## 卒業後の進路について

### 就職について
- 情報文化学科：京セラ・ソニー・オーツタイヤ・三協アルミニウム工業・イケダパン・日本銀行・国民生活金融公庫・鹿児島銀行・南日本銀行・宮崎銀行・鹿児島相互信用金庫・鹿児島信用金庫・みずほ銀行・宮崎太陽銀行・日本生命保険・損害保険ジャパン・日本興亜損害保険・野村證券・クオーク・国内信販・三洋信販・武富士･アイフル・アコム・レイク・山形屋・三越･ジュンク堂書店・健康家族・花王カスタマーマーケティング・再春館製薬所・ワコール・九州旅客鉄道・南国交通・日本エアコミューター・南日本放送・かごしま空港ホテルなどの一般企業や中学校教諭及び司書教諭ほか多数。
- 音楽科（器楽専攻・声楽専攻・理論専攻）：河合楽器製作所・日本ビクターなどの音楽関連企業や中学校教諭及び司書教諭など。
- 児童教育学科：公立小学校･幼稚園教諭･公立学校司書教諭などに勤務している。

### 編入学・進学実績
- 鹿児島国際大学および短期大学部専攻科以外の実績
  - 情報文化学科：鹿児島大学・鹿児島純心女子大学・沖縄国際大学ほか
  - 音楽科：武蔵野音楽大学・昭和音楽大学・沖縄県立芸術大学・くらしき作陽大学・大阪芸術大学ほか